# Teleologische Reduktion
Teleologische Reduktion (von lateinisch reducere „zurückführen“, griechisch τέλος [telos] „Zweck, Ziel“) und restriktive Auslegung sind Fachbegriffe der juristischen Methodenlehre. Beide haben die Funktion, den Anwendungsbereich einer Rechtsnorm einzuschränken, bei der Regelungslücken bestehen.

## Bedeutung
Während die restriktive Auslegung bei mehrfacher Deutungsmöglichkeit eines Wortlauts auf einen engen Wortsinn verkürzt, setzt sich die teleologische Reduktion mit dem Wortlaut in Widerspruch. Die Norm wird nicht angewandt, obwohl sie nach ihrem Wortlaut zutrifft. Die teleologische Reduktion geht über die Auslegungsregeln hinaus und kann auf Grundlage des Sinns und Zwecks der Norm begründet werden.
Das Bundesverfassungsgericht lässt die teleologische Reduktion ausdrücklich zu.
Die teleologische Reduktion bezieht sich auf Normen, die nach ihrem Wortlaut Fälle oder Lebenssachverhalte erfassen, die nach dem Sinn und Zweck der Norm nicht erfasst werden sollen. Eine buchstabengetreue Anwendung der Norm würde dazu führen, dass der vom Gesetz verfolgte Zweck in sein Gegenteil verkehrt würde. Die restriktive Auslegung ist das Mittel, um den Normwortlaut gemäß dem Sinn und Zweck der Norm einzuschränken oder zu berichtigen.

## Beispiel
Nach § 107 BGB ist eine Willenserklärung, die für einen Minderjährigen nicht nur rechtliche Vorteile bringt, erst wirksam, wenn ein gesetzlicher Vertreter einwilligt. Nach dem Wortlaut könnte ein Minderjähriger also ohne Einwilligung keine rechtlich neutrale Willenserklärung abgeben. Da der Minderjährige hier aber nicht geschützt werden muss, wird § 107 BGB insofern teleologisch reduziert.